# Хиполох (писател)
Хиполох (на старогръцки: Ἱππόλοχος) е античен македонски гръцки писател от III век пр. Хр.
Хиполох е ученик на Теофраст. Известен е със своето описание на сватбено пиршество, изпратено до съученика си Линкей Самоски в началото на III век. Младоженецът е Каран, вероятно роднина на Каран, спътника на Александър III Македонски. Описанието е широко цитирано от Атеней в „Гощавка на софисти“.